# 벽돌깨기 방식 게임

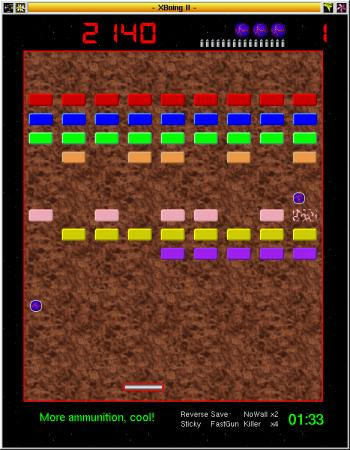

벽돌깨기 방식 게임(영어: Breakout-style Game)은 '배트 앤 볼(Bat-and-ball)'이라는 비디오 게임 장르의 하위 분류에 속한다. 1970년대 후반부터 1980년대에 걸쳐 등장한 반사형 게임의 일종이다.
화면상을 반사하면서 이동하는 볼을 화면 아래쪽에 떨어지지 않게 바(막대기)를 조작해서 튕기며 한 토막의 벽돌들을 깨뜨리는 방식의 게임들을 말한다. '플레이 인원 1명'을 전제로 했기 때문에 보다 풍부하게 변형이 가능하다. 간단하면서도 뛰어난 게임성으로 가정용 게임기에서부터 휴대전화까지 많은 기기들에 게임이 제공되고 있다.
최초의 벽돌깨기 방식 게임은 1976년 발매된 아타리의 브레이크아웃(Breakout)이란 게임이며, 다양한 플랫폼으로 벽돌깨기 방식의 게임들이 제작·발매됐다. 대표적으로 알카노이드(Arkanoid) 시리즈가 있다.

## 게임 목록

### 주요 벽돌깨기 방식 게임

#### 알카노이드시리즈
- 알카노이드 (Arkanoid, 1986년, 타이토, 다양한 플랫폼 지원)
  - 알카노이드 2 (Arkanoid: Revenge of Doh, 1987년, 타이토, 다양한 플랫폼 지원)
  - 알카노이드: 두 잇 어게인 (Arkanoid: Doh it Again, 1997년, 타이토, 슈퍼 닌텐도 지원)
  - 알카노이드 리턴 (Arkanoid Returns, 1997년, 타이토, 아케이드판과 플레이스테이션 지원)
  - 알카노이드 DS (Arkanoid DS, 2007년, 타이토, 닌텐도 DS)

#### 프리킥
- 프리킥은 알카노이드에 축구를 접목시킨 게임이다. 골을 넣으면 보너스를 얻게 되어 있다.